# Луци, Марио
Марио Луци (итал. Mario Luzi; 20 октября 1914, Флоренция, Тоскана, Италия — 28 февраля 2005, там же) — итальянский писатель, поэт, педагог. Пожизненный сенатор (2004).

## Биография
Марио Луци родился 20 октября 1914 года в Кастелло, тогда входившем в состав коммуны Сесто-Фьорентино, а сейчас включённом в состав Флоренции. Его родители, Сиро Луци (Ciro Luzi) и Маргарита Папини (Margherita Papini), родом из Семпрониано. 
Марио провёл свою юность в Кастелло, где начал обучение в начальной школе. Во Флоренции учился в классическом лицее «Галилео», затем защитил диссертацию по французской литературе о Франсуа Мориаке, получив учёную степень. В это время он знакомится с такими поэтами, как Пьеро Бигонджари, Алессандро Паррончи, Карло Бо, Леоне Траверсо, поэтессой Кристиной Кампо и литературным критиком Орестом Макри.
Его первая книга, «La barca», была опубликована в 1935 году, а в 1938 году Марио Луци начал преподавать в школах городов Парма, Сан-Миниато и Рима. В 1940 году опубликовал «Avvento notturno», а в 1945 году вернулся во Флоренцию. В 1955 году Луци начал преподавать французскую литературу в Флорентийском университете.
В 1963—1983 годах опубликовал несколько своих книг; в 1978 году получил премию Виареджо за книгу «Al fuoco della controversia». В 1991 году за свою работу он был выдвинут Национальной академией деи Линчеи на Нобелевскую премию по литературе. Его последняя книга, «L’avventura della dualità», вышла в 2003 году.
В октябре 2004 года президент Италии Карло Чампи назначил его пожизненным сенатором. Несколько месяцев спустя, Марио Луци умер 28 февраля 2005 года во Флоренции.

### Переводы на русский язык
- [Стихотворения] // Итальянская поэзия в переводах Евгения Солоновича. М.: Радуга, 2000, с.382-403.
- Стихи / Перевод Александра Леонтьева // «Звезда», 2006, № 10.